# Euryeidon anthonyi
Euryeidon anthonyi là một loài nhện trong họ Zodariidae.
Loài này thuộc chi Euryeidon. Euryeidon anthonyi được Pakawin Dankittipakul & Rudy Jocqué miêu tả năm 2004.